# Introducing

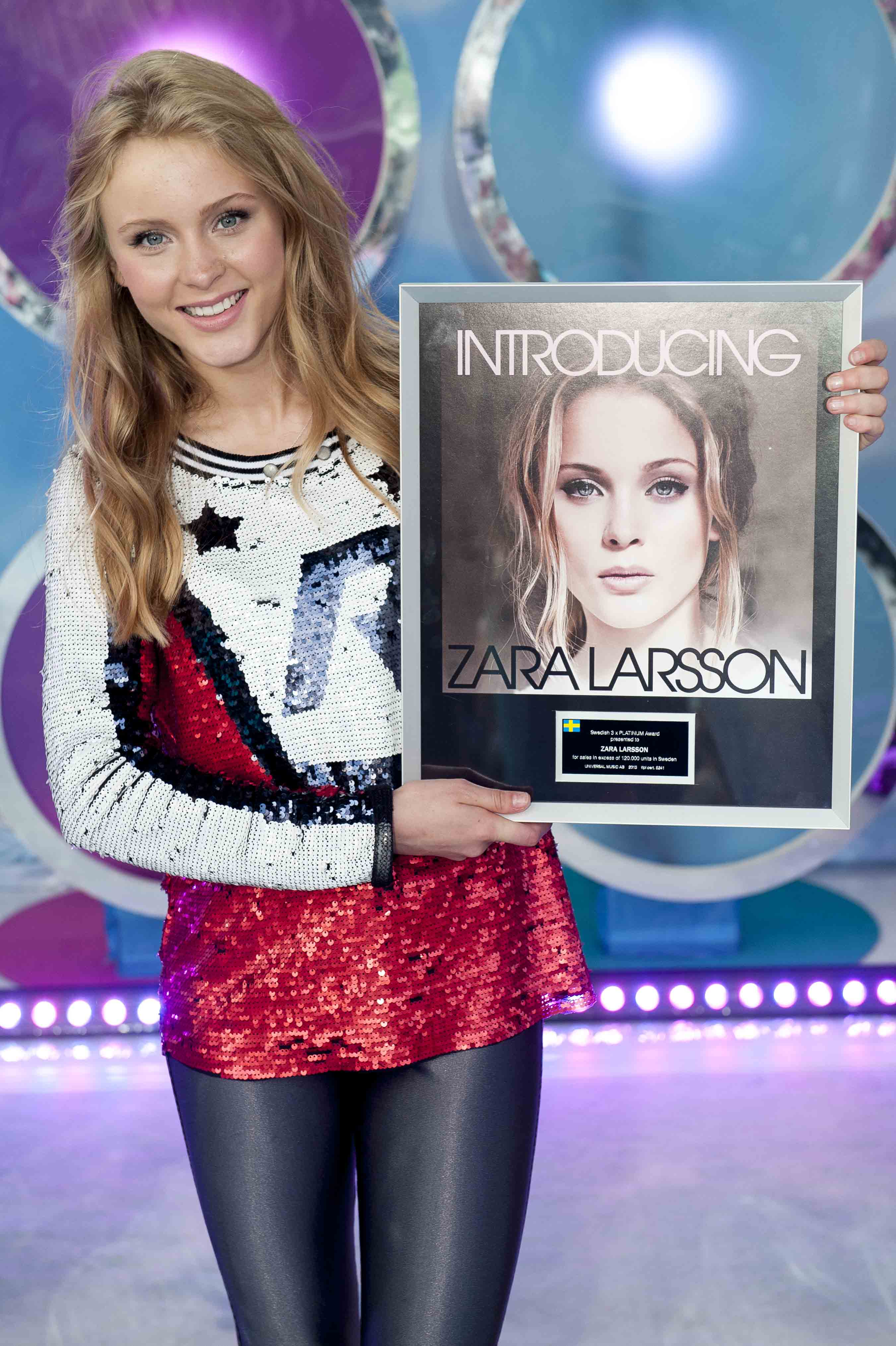
Zara Larsson z potrójnie platynową płytą za album Introducing (2013)

Introducing – debiutancki minialbum szwedzkiej piosenkarki Zary Larsson, wydany 21 stycznia 2013 przez wytwórnię Record Company Ten oraz Universal Music.
Album składa się z pięciu anglojęzycznych kompozycji. Płytę promował singel „Uncover”.
Wydawnictwo uzyskało w Szwecji certyfikat potrójnie platynowej płyty za sprzedaż w nakładzie przekraczającym 120 tysięcy egzemplarzy.

## Lista utworów
| Nr | Tytuł                 | Autorzy                                                       | Czas  |
| -- | --------------------- | ------------------------------------------------------------- | ----- |
| 1. | „Under My Shades”     | Marcus Sepermanesh, Tommy Tysper                              | 3:30  |
| 2. | „When Worlds Collide” | Elof Loelv, Marcus Sepermanesh                                | 3:34  |
| 3. | „In Love With Myself” | Fredrik Berger, Elof Loelv, Alx Reuterskiöld, Hannah Robinson | 2:46  |
| 4. | „Uncover”             | Robert Habolin, Gavin Jones, Marcus Sepermanesh               | 3:34  |
| 5. | „It’s a Wrap”         | Tom Liljegren, Marcus Sepermanesh, Tommy Tysper               | 3:22  |
|    |                       | Całkowita długość:                                            | 16:46 |

## Certyfikat
| Kraj    | Certyfikat         | Sprzedaż |
| ------- | ------------------ | -------- |
| Szwecja | 3× platynowa płyta | 120 000+ |